# Златоструй
Вижте пояснителната страница за други значения на Златоструй.
Златоструй е старобългарски сборник от избрани слова и поучения с нравоучително съдържание на Йоан Златоуст. Открити са десетина преписа, които представят две основни редакции с различен състав – кратка с 80 произведения и обширна със 136 произведения, предхождани от подробно оглавление и пролог. Сред хомилиите се срещат и такива, които са надписани с името на константинополския архипастир, но принадлежат на други книжовници.
Златоструй е съставен в Първото българско царство по времето на царуването на Симеон I. Съставянето му се свързва с усиленото развитие на книжовната дейност след покръстването на българите. Не е известно какъв е бил първоизточникът на произведението – гръцки или предходни славянски преводи. Предполага се, че е създаден от самия Симеон Велики, от съвременника му Йоан Екзарх, от неизвестен преводач или от група преводачи от гръцки по това време.
През Средновековието сборникът се превръща в любимо четиво на южните и източните славяни. Проучван е от славистите Константин Калайдович, Павел Шафарик, Измаил Срезневски, Ватрослав Ягич, Григорий Илински. Научното внимание към него се заражда в края на 18 век и началото на 19-и. В този период А. Х. Востоков открива втори състав на сборника засвидетелстван в пергаментен препис от 12 век. Днес се приема, че първична е редакцията от 136 слова и предисловие. Пергаментният кодекс от 12 век е вторият по древност препис на сборника Златоструй. Съхранява се в Санкт Петербург и съдържа кратката редакция на сборника, от който днес са известни три състава.

## Други
На „Златоструй“ е наречена улица в квартал „Сухата река“ в София (Карта).